# Augusto Leopoldo di Sassonia-Coburgo-Koháry
Augusto Leopoldo di Sassonia-Coburgo-Koháry, (nome completo Filippo Augusto Leopoldo Maria Michele Gabriele Raffaele Gonzaga) (Rio de Janeiro, 6 dicembre 1867 – Schladming, 11 ottobre 1922), ufficiale della marina imperiale brasiliana e della marina austro-ungarica, soprannominato "il principe marinaio", fu membro della casa principesca dei Sassonia-Coburgo-Koháry e della Casa Imperiale del Brasile.
Secondo nipote dell'imperatore Pietro II, il principe era tra i primi in linea di successione alla corona dell'Impero del Brasile. La sua discendenza forma uno dei rami della Casa Imperiale del Brasile.

## Biografia
Augusto era il secondo figlio di Leopoldina di Braganza, principessa del Brasile, e di Luigi Augusto di Sassonia-Coburgo-Gotha. I suoi nonni paterni erano il Principe Augusto di Sassonia-Coburgo-Koháry e della principessa Clementina d'Orléans (figlia Re Luigi Filippo di Francia) e i suoi nonni materni erano l'imperatore Pietro II del Brasile e Teresa Cristina di Borbone-Due Sicilie.

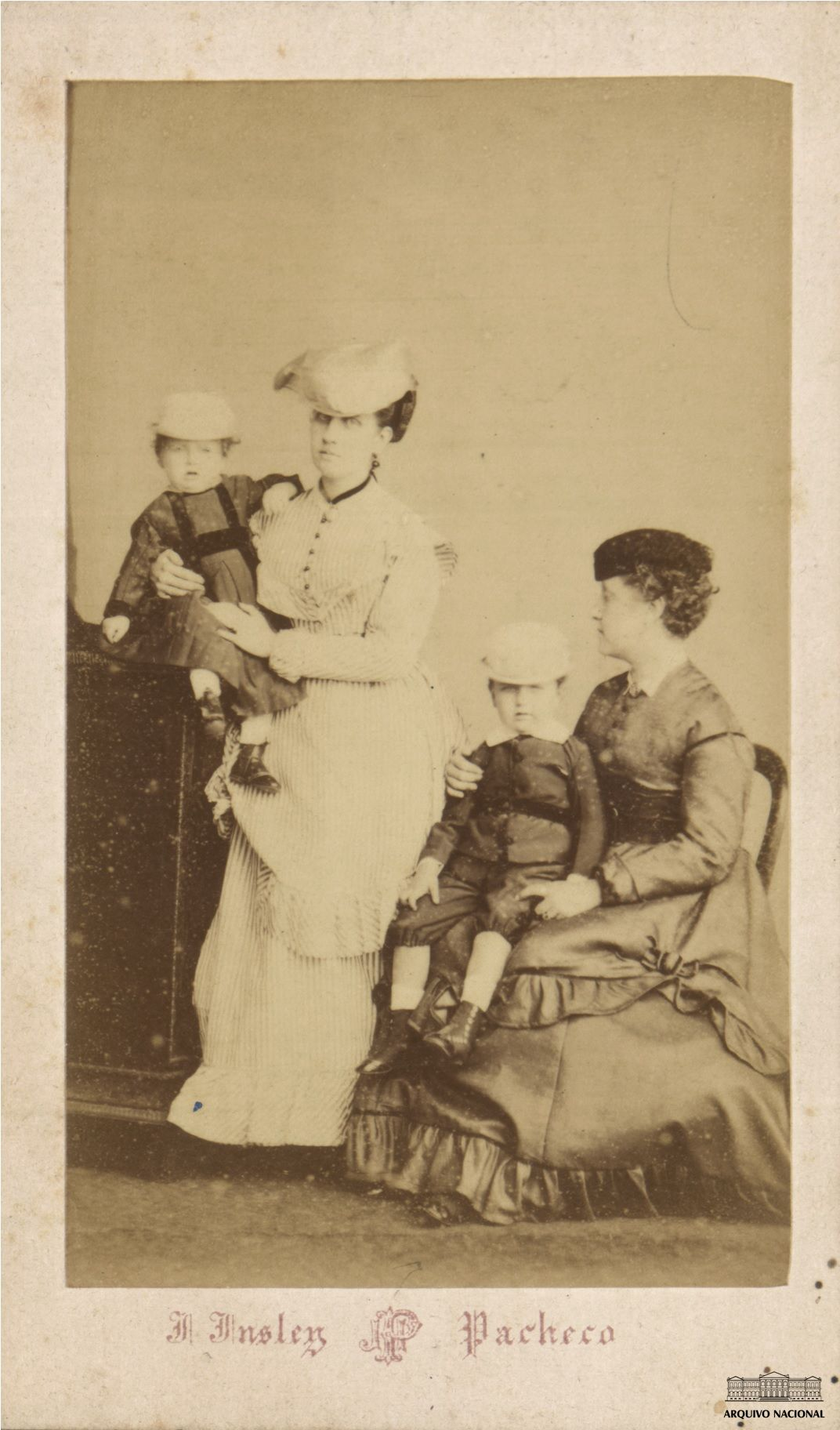
Augusto con la madre (a sinistra), suo fratello, Pietro Augusto, e sua zia, la principessa Isabella.

Per la sterilità apparente di sua zia materna Isabella del Brasile, allora principessa ereditaria, che avrebbe partorito il suo primo figlio dopo undici anni di matrimonio, i genitori di Augusto firmarono un contratto in cui si impegnavano a risiedere parte dell'anno in Brasile. Dopo un aborto spontaneo, il 2 maggio 1865, Leopoldina dà alla luce il suo primo figlio il 19 marzo 1866, il principe Pietro Augusto.
Poche settimane dopo la nascita del primogenito, la giovane coppia era in viaggio in Europa, quando la principessa rimane incinta di nuovo. Tornò in Brasile nel mese di settembre 1867 e pochi mesi dopo Leopoldina partorì Augusto Leopoldo il 6 dicembre a Petrópolis.
La madre morì quando Augusto aveva tre anni, il 7 febbraio 1871. Il padre aveva deciso di stabilirsi in modo permanente in Austria, dove i suoi figli erano sotto le cure della nonna paterna. Isabella non aveva ancora avuto figli al momento della morte della sorella e la mancanza di eredi già destava preoccupazione tra i brasiliani.
Durante il suo primo viaggio in Europa Pietro II decise di portare i suoi nipoti in Brasile per educarli come potenziali eredi al trono. Un consiglio di famiglia decise che i due bambini più grandi di Leopoldina sarebbero stati sotto la cura dei nonni materni, per essere cresciuti ed educati in Brasile. Così il 1º aprile 1872 Pietro Augusto e Augusto, accompagnati dalla coppia reale arrivarono a Rio de Janeiro, dove furono ricevuti con grande entusiasmo. Ebbero come precettore l'allora rettore, Manuel Pacheco Silva (futuro Barone Pacheco), e trascorsero i loro giorni tra cavalli, formazione e studi classici francesi, retorica, storia, geografia, lingue e musica.
Avendo ereditato da suo padre e dal nonno la passione per la marina, entrò come cadetto nell'Accademia Navale nel dicembre del 1882, a quindici anni di età.

## Matrimonio

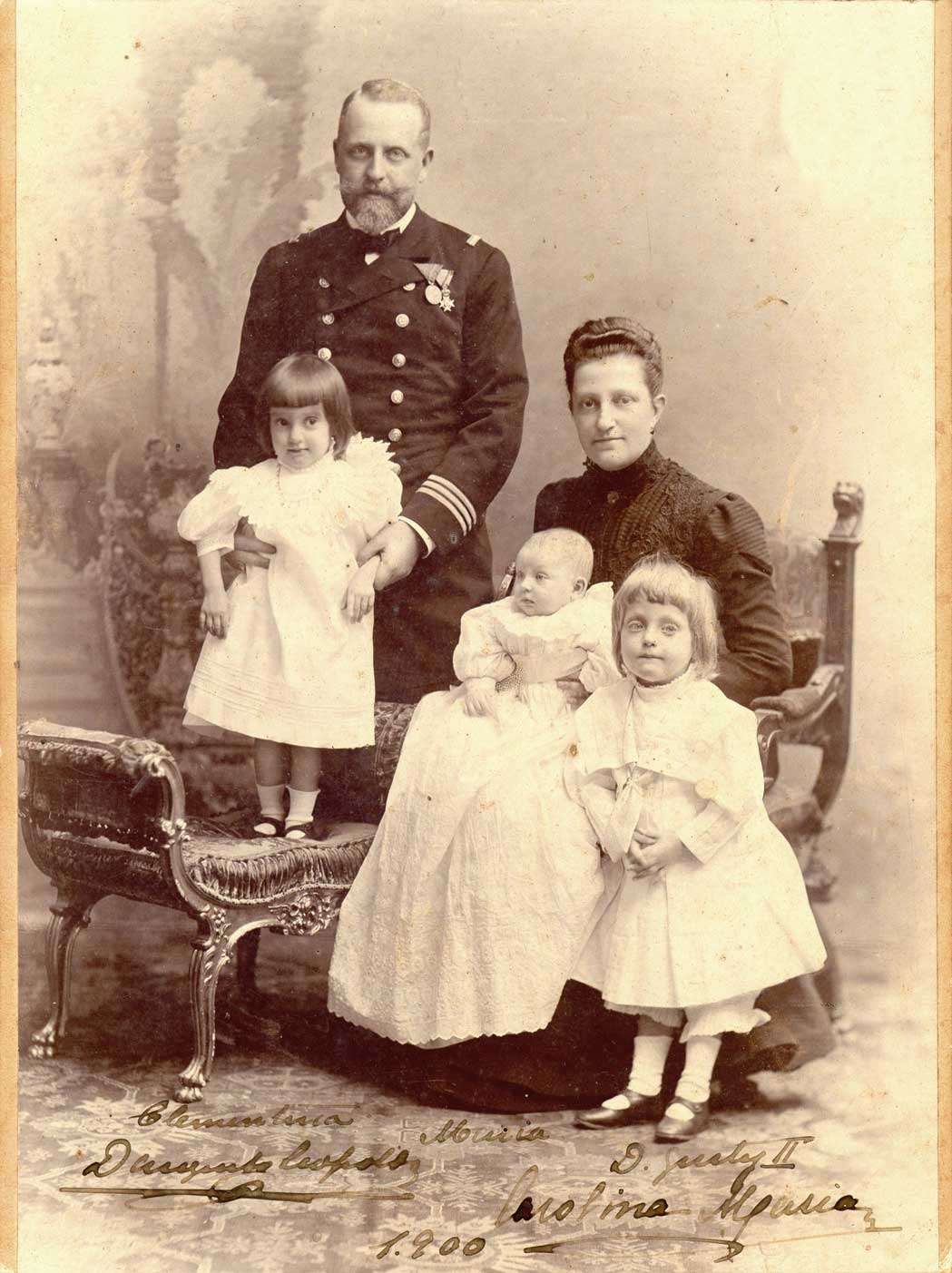
Augusto con la moglie, Carolina d'Asburgo-Toscana, e tre dei loro figli (da sinistra): Clementina, Maria Carolina e Clemente Augusto, in una foto del 1900.

Augusto sposò a Vienna il 30 maggio 1894 l'arciduchessa Carolina Maria d'Asburgo-Toscana (1869 - 1945), figlia dell'arciduca Carlo Salvatore d'Asburgo-Toscana e della principessa Maria Immacolata Borbone-Due Sicilie. La cerimonia fu officiata da Anton Josef Gruscha, Cardinale Arcivescovo di Vienna, alla presenza dell'imperatore Francesco Giuseppe I, dell'imperatrice Elisabetta e di altri principi e sovrani.
Ebbero otto figli:
- Clemente Augusto Carlo Giuseppe Maria Michele Gabriele Raffaele Gonzaga (27 ottobre 1895, Pola - 22 settembre 1908, Gerasdorf);
- Clementina Maria Teresa Giuseppina Leopoldina Vittoria Raffaella Gabriella Gonzaga (23 marzo 1897, Pola - 7 gennaio 1975, Losanna), sposò Eduard von Heller il 17 novembre 1925;
- Maria Carolina Filomena Ignazia Paolina Giuseppina Michaela Gabriella Raffaella Gonzaga (10 gennaio 1899, Pola - 6 giugno 1941, Hartheim bei Linz), visse in un istituto per disabili mentali a Schladming, nel 1941, sotto il nazismo, morì durante la campagna sull'eutanasia dell'uso dell'Azione T4, i pazienti furono rimossi nel campo di concentramento di Schloss Hartheim e gasati;
- Raniero Maria Giuseppe Florian Ignazio Michele Gabriele Raffaele Gonzaga (4 maggio 1900, Pola - 7 gennaio 1945), nono principe di Koháry, si ritiene che sia stato ucciso in azione a Budapest;
- Filippo Josias Maria Giuseppe Ignazio Michele Gabriele Raffaele Gonzaga (18 agosto 1901, Walterskirchen - 31 dicembre 1994), sposò morganaticamente il 23 aprile 1944 Sarah Aurelia Halasz: il loro unico figlio e i quattro nipoti furono esclusi dalla successione della dinastia;
- Teresa Cristina Maria Giuseppina Ignazia Benizia Michaela Gabriella Raffaella Gonzaga (23 agosto 1902, Walterskirchen - 24 gennaio 1990, Villaco), sposò il 6 ottobre 1930 a Lamoral, Freiherr von Taxis di Bordogna e Valnigra; i loro discendenti utilizzano il cognome Tasso di Sassonia-Coburgo e Braganza;
- Leopoldina Bianca Maria Giuseppina Ignazia Patrizia Michaela Gabriella Raffaella Gonzaga (13 maggio 1905, Schloß Gerasdorf - 24 dicembre 1978, Ungheria);
- Ernesto Francesco Maria Giuseppe Ignazio Taddeo Felice Michele Gabriele Raffaele Gonzaga (25 febbraio 1907, Gerasdorf - 9 giugno 1978, Gröbming), sposò morganaticamente il 4 settembre 1939 Irmgard Röll. Non ebbero figli.

## Repubblica e l'esilio
Nella Marina Imperiale brasiliana Augusto raggiunse il grado di sottotenente (equivalente oggi di tenente).
Il 15 novembre 1889 il principe era in Oriente, a bordo della Almirante Barroso - che ha effettuato il suo primo viaggio di circumnavigazione - quando un colpo di Stato pose fine alla monarchia in Brasile. La difficoltà di comunicazione impedì all'equipaggio di essere a conoscenza della vicenda prima di dicembre.
Dopo pochi mesi, si unì alla famiglia e rimase con Pietro II, fino alla sua morte il 5 dicembre 1891. Dopo di che, si stabilì a Vienna, dove, attraverso suo padre, chiese un permesso speciale all'imperatore Francesco Giuseppe I per entrare nella marina austro-ungarica. Dopo aver eseguito gli esami di ammissione, Augusto entrò nella Marina austriaca, nonostante il suo status di cittadino brasiliano.
Nel 1897, ha visitato il Portogallo, dove è stato ricevuto dal re Carlo I, e in Inghilterra, dove fu ricevuto più di una volta dalla regina Vittoria.

## Morte
Nei suoi ultimi anni, Augusto ha sviluppato il gusto tipico dei suoi parenti paterni per le raccolte, iniziando a raccogliere i lavori realizzati in avorio. Egli non si abituò allo stile di vita europeo e mantenne stretti rapporti con altri brasiliani. Il Castello Gerasdorf, la sua residenza alla periferia di Vienna, è stata decorata con foto e oggetti provenienti dal Brasile.
Con l'abrogazione del Ban Act, stava per tornare nel paese per tutta la famiglia per le celebrazioni del centenario della indipendenza del Brasile nel 1922, ma si ammalò gravemente e non può compiere il viaggio da sogno.
Augusto morì a Schladming, in Stiria, l'11 ottobre del 1922, a 54 anni di età. Il suo corpo fu sepolto nella cripta della chiesa di San Agostino a Coburgo.

## Ascendenza
|                                             |                          |                                       | Genitori                                  |  |  | Nonni |  |  | Bisnonni                              |  |  | Trisnonni                                       |  |
|                                             |                          |                                       |                                           |  |  |       |  |  | Ferdinando di Sassonia-Coburgo-Koháry |  |  | Francesco Federico di Sassonia-Coburgo-Saalfeld |  |
|                                             |                          |                                       |                                           |  |  |       |  |  | Ferdinando di Sassonia-Coburgo-Koháry |  |  | Francesco Federico di Sassonia-Coburgo-Saalfeld |  |
|                                             |                          | Augusta di Reuss-Ebersdorf            |                                           |  |  |       |  |  | Ferdinando di Sassonia-Coburgo-Koháry |  |  |                                                 |  |
| Augusto di Sassonia-Coburgo-Koháry          |                          |                                       |                                           |  |  |       |  |  | Ferdinando di Sassonia-Coburgo-Koháry |  |  |                                                 |  |
|                                             |                          | Maria Antonia di Koháry               | Ferenc József di Koháry                   |  |  |       |  |  |                                       |  |  |                                                 |  |
|                                             |                          | Maria Antonia di Koháry               | Ferenc József di Koháry                   |  |  |       |  |  |                                       |  |  |                                                 |  |
|                                             |                          | Maria Antonia di Koháry               | Maria Antonia von Waldstein zu Wartenberg |  |  |       |  |  |                                       |  |  |                                                 |  |
| Luigi Augusto di Sassonia-Coburgo-Koháry    |                          | Maria Antonia di Koháry               |                                           |  |  |       |  |  |                                       |  |  |                                                 |  |
|                                             |                          | Luigi Filippo di Francia              | Luigi Filippo II di Borbone-Orléans       |  |  |       |  |  |                                       |  |  |                                                 |  |
|                                             |                          | Luigi Filippo di Francia              | Luigi Filippo II di Borbone-Orléans       |  |  |       |  |  |                                       |  |  |                                                 |  |
|                                             |                          | Luigi Filippo di Francia              | Luisa Maria Adelaide di Borbone           |  |  |       |  |  |                                       |  |  |                                                 |  |
| Clementina d'Orléans                        |                          | Luigi Filippo di Francia              |                                           |  |  |       |  |  |                                       |  |  |                                                 |  |
|                                             |                          | Maria Amalia di Borbone-Due Sicilie   | Ferdinando I delle Due Sicilie            |  |  |       |  |  |                                       |  |  |                                                 |  |
|                                             |                          | Maria Amalia di Borbone-Due Sicilie   | Ferdinando I delle Due Sicilie            |  |  |       |  |  |                                       |  |  |                                                 |  |
|                                             |                          | Maria Amalia di Borbone-Due Sicilie   | Maria Carolina d'Asburgo-Lorena           |  |  |       |  |  |                                       |  |  |                                                 |  |
| Augusto Leopoldo di Sassonia-Coburgo-Koháry |                          | Maria Amalia di Borbone-Due Sicilie   |                                           |  |  |       |  |  |                                       |  |  |                                                 |  |
|                                             | Pietro IV del Portogallo | Giovanni VI del Portogallo            |                                           |  |  |       |  |  |                                       |  |  |                                                 |  |
|                                             | Pietro IV del Portogallo | Giovanni VI del Portogallo            |                                           |  |  |       |  |  |                                       |  |  |                                                 |  |
|                                             | Pietro IV del Portogallo | Carlotta Gioacchina di Borbone-Spagna |                                           |  |  |       |  |  |                                       |  |  |                                                 |  |
| Pietro II del Brasile                       | Pietro IV del Portogallo |                                       |                                           |  |  |       |  |  |                                       |  |  |                                                 |  |
|                                             |                          | Maria Leopoldina d'Asburgo-Lorena     | Francesco II d'Asburgo-Lorena             |  |  |       |  |  |                                       |  |  |                                                 |  |
|                                             |                          | Maria Leopoldina d'Asburgo-Lorena     | Francesco II d'Asburgo-Lorena             |  |  |       |  |  |                                       |  |  |                                                 |  |
|                                             |                          | Maria Leopoldina d'Asburgo-Lorena     | Maria Teresa di Borbone-Due Sicilie       |  |  |       |  |  |                                       |  |  |                                                 |  |
| Leopoldina del Brasile                      |                          | Maria Leopoldina d'Asburgo-Lorena     |                                           |  |  |       |  |  |                                       |  |  |                                                 |  |
|                                             |                          | Francesco I delle Due Sicilie         | Ferdinando I delle Due Sicilie            |  |  |       |  |  |                                       |  |  |                                                 |  |
|                                             |                          | Francesco I delle Due Sicilie         | Ferdinando I delle Due Sicilie            |  |  |       |  |  |                                       |  |  |                                                 |  |
|                                             |                          | Francesco I delle Due Sicilie         | Maria Carolina d'Asburgo-Lorena           |  |  |       |  |  |                                       |  |  |                                                 |  |
| Teresa Cristina di Borbone-Due Sicilie      |                          | Francesco I delle Due Sicilie         |                                           |  |  |       |  |  |                                       |  |  |                                                 |  |
|                                             |                          | Maria Isabella di Borbone-Spagna      | Carlo IV di Spagna                        |  |  |       |  |  |                                       |  |  |                                                 |  |
|                                             |                          | Maria Isabella di Borbone-Spagna      | Carlo IV di Spagna                        |  |  |       |  |  |                                       |  |  |                                                 |  |
|                                             |                          | Maria Isabella di Borbone-Spagna      | Maria Luisa di Borbone-Parma              |  |  |       |  |  |                                       |  |  |                                                 |  |
|                                             |                          | Maria Isabella di Borbone-Spagna      |                                           |  |  |       |  |  |                                       |  |  |                                                 |  |